# Ranunculus hortobagyianus
Ranunculus hortobagyianus är en ranunkelväxtart som beskrevs av Sóo. Ranunculus hortobagyianus ingår i släktet ranunkler, och familjen ranunkelväxter. Inga underarter finns listade i Catalogue of Life.